# Alchemilla firma
Alchemilla firma är en rosväxtart som beskrevs av Robert Buser. Alchemilla firma ingår i släktet daggkåpor, och familjen rosväxter. Inga underarter finns listade i Catalogue of Life.